# レオノチス
レオノチス(英: Lion's tail、学名:Leonotis leonurus)　別名:ライオンズ イヤー (英: Lion’s Ear)、カエンキセワタとは、シソ科レオノチス属の一年草もしくは多年草である。

## 概要
草丈はおよそ40～200cm。10月～12月頃に細長い橙色もしくは白色の花を茎を取り囲むように輪状に咲かせる。葉は細長く、先端が尖がっている。
原産地は南アフリカで、南アフリカには約20種がある。かなり丈夫で、乾燥した土地やせ地でも育つ。水はけの良い場所を好む。

## 名前の由来
「Leonotis」はギリシア語でライオンを表す「Leon」と耳を表す「Ous」が由来である。

## ギャラリー

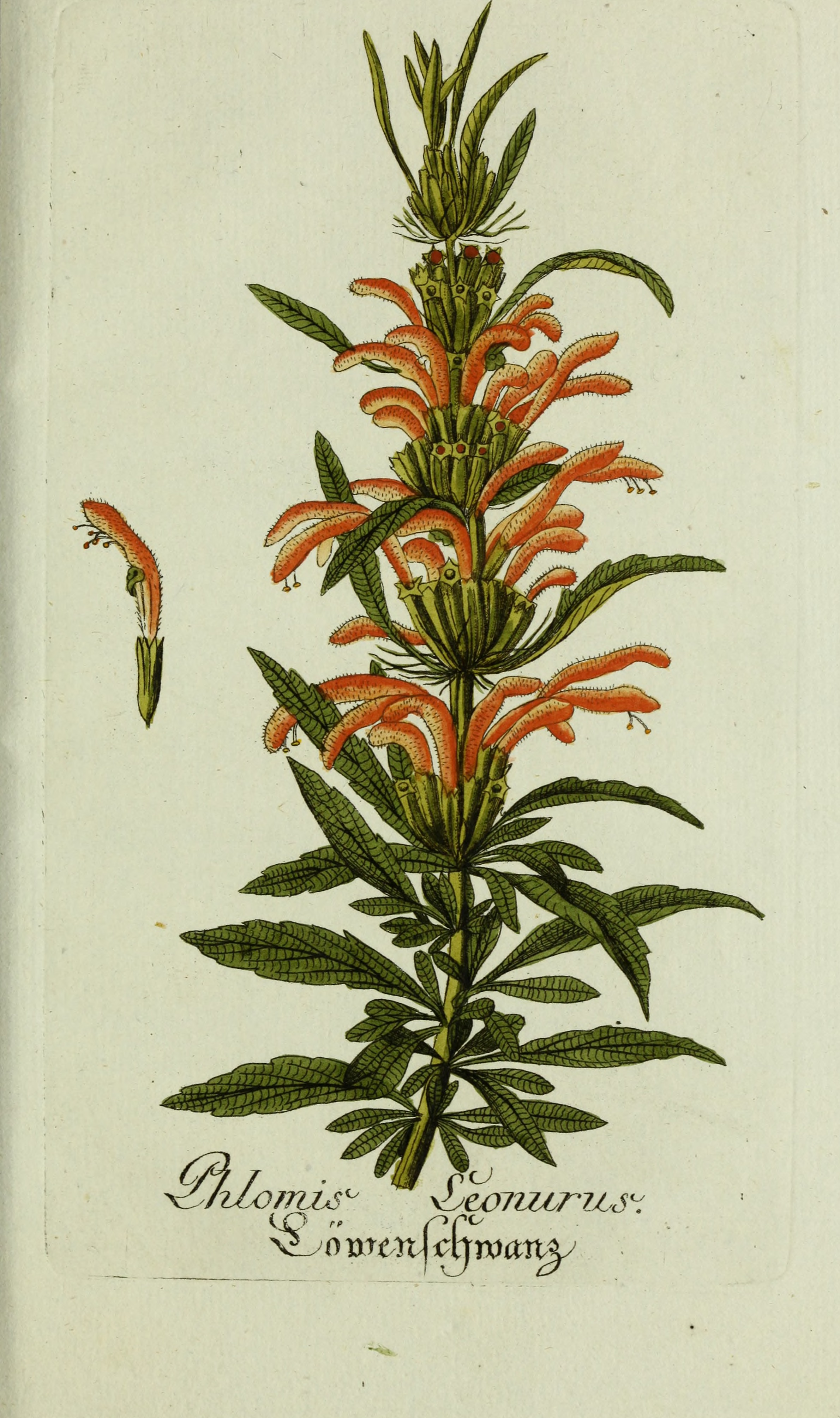
レオノチスのイラスト
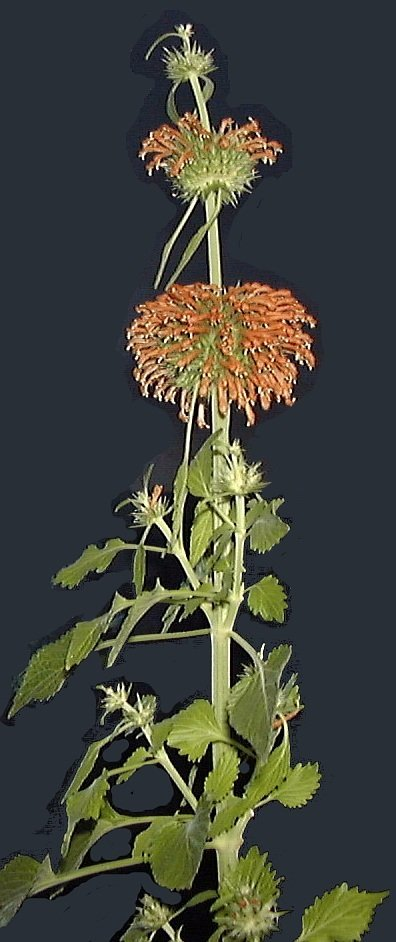
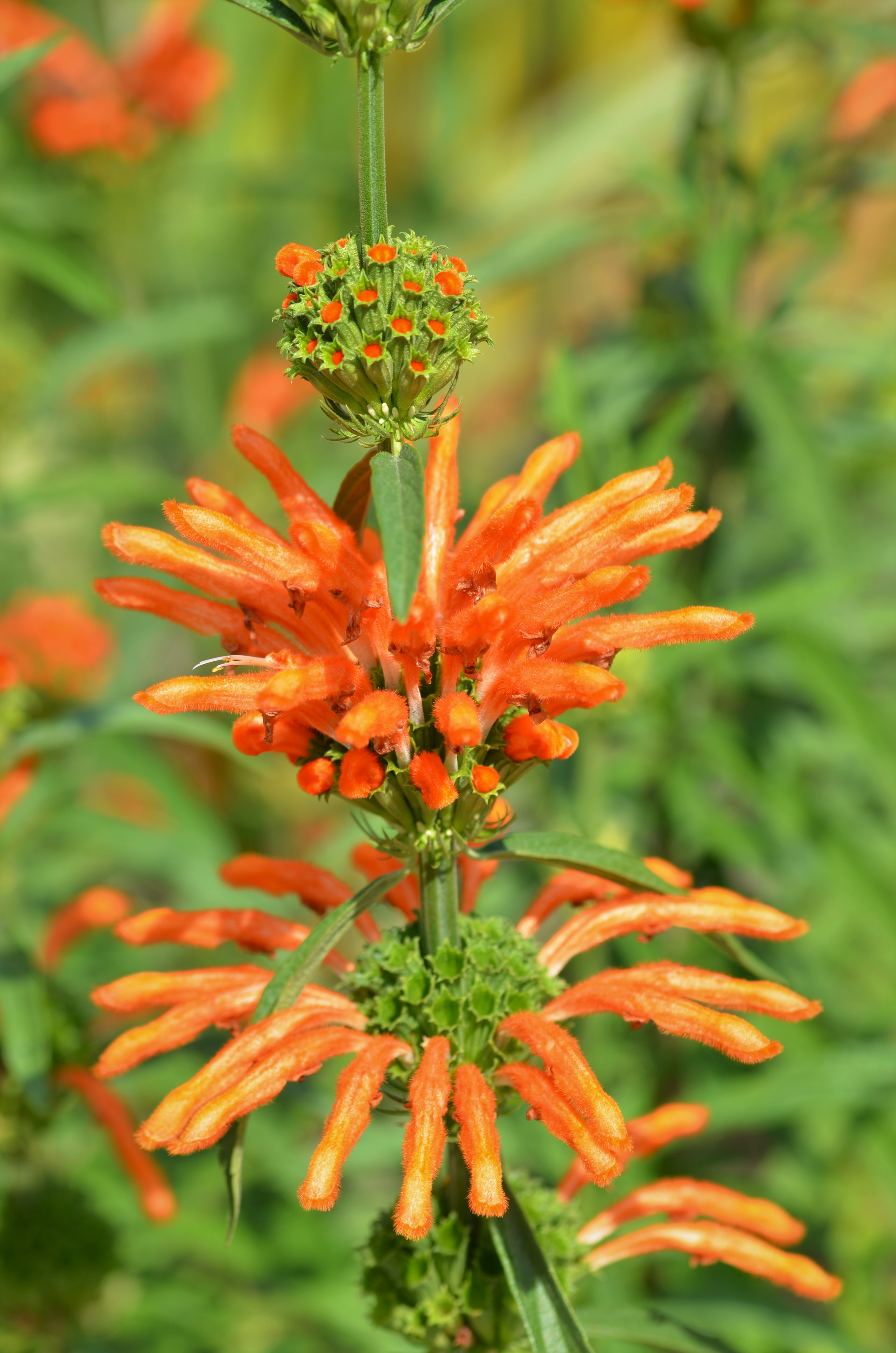
レオノチスの花
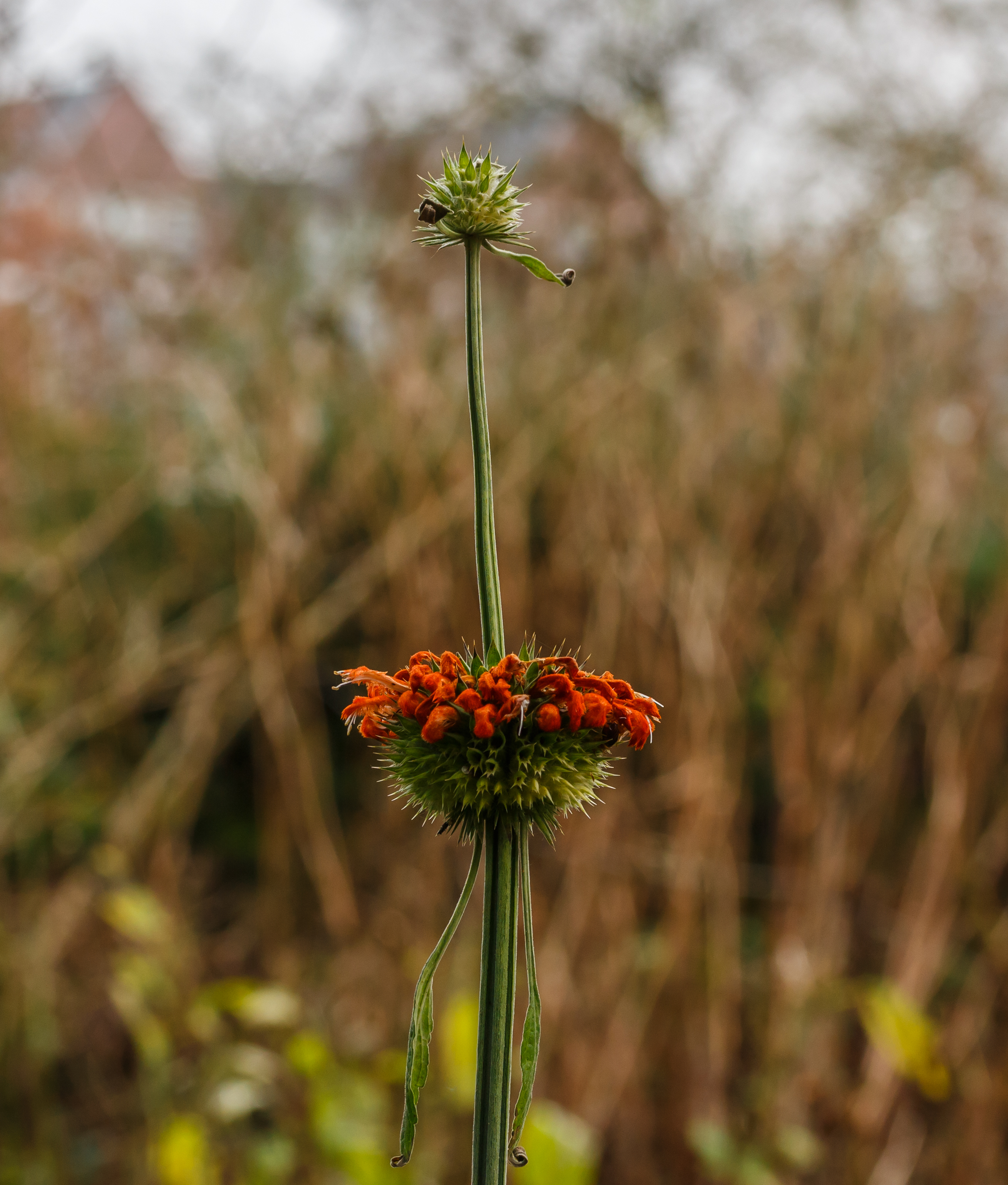
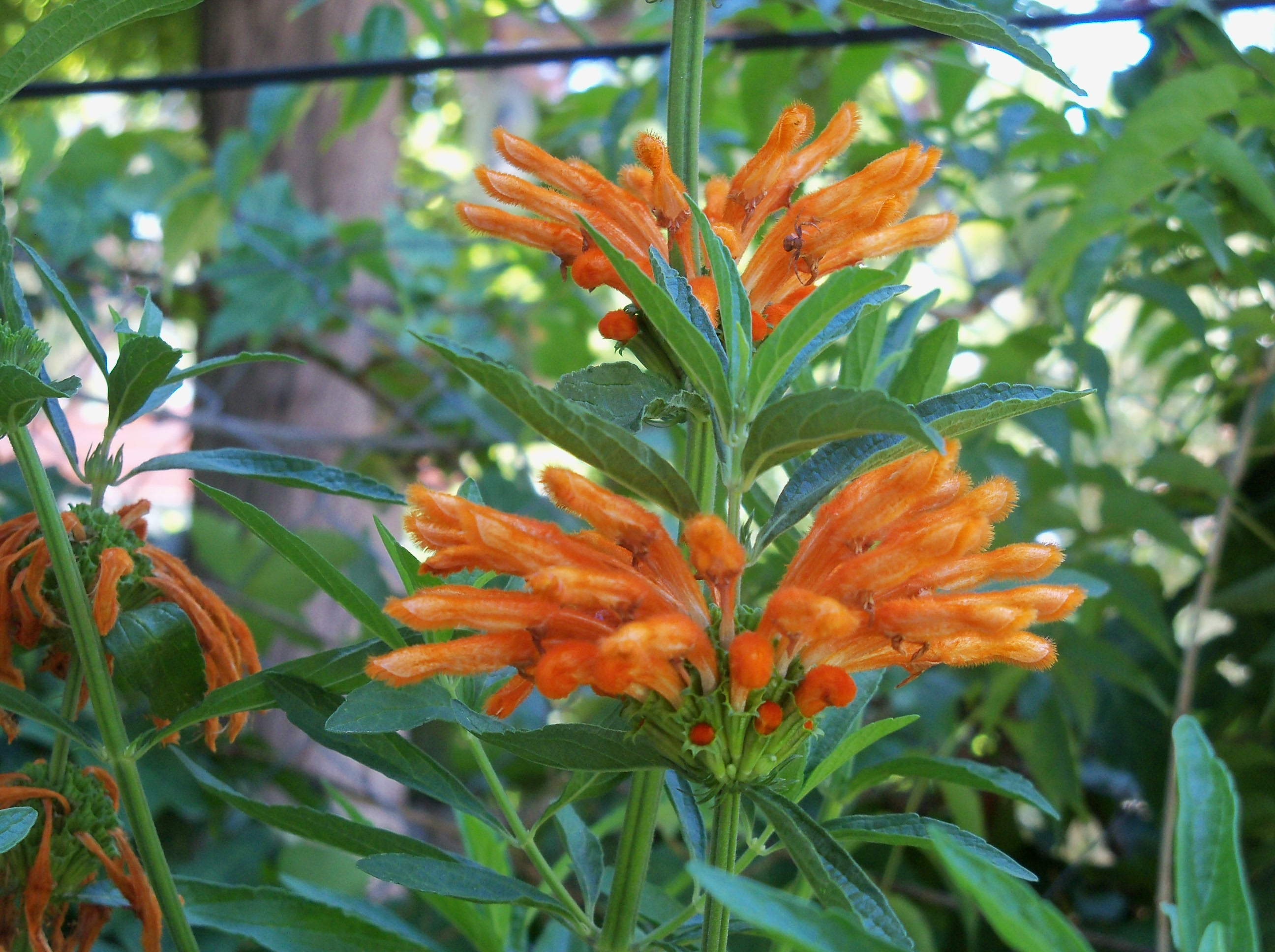
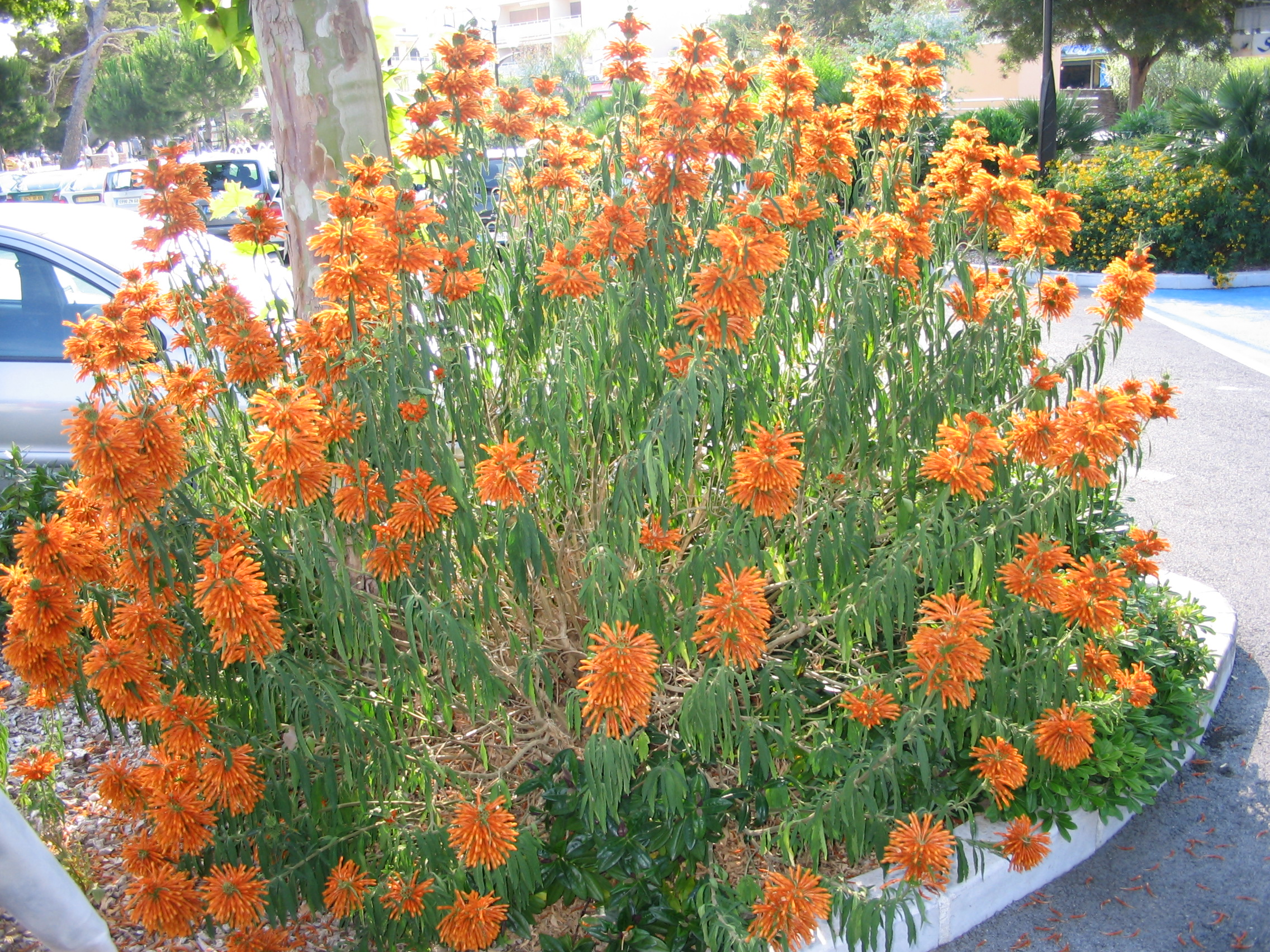
植えられたレオノチス
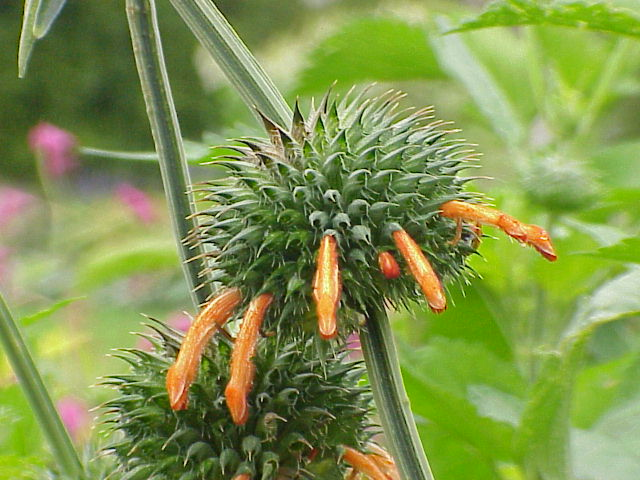
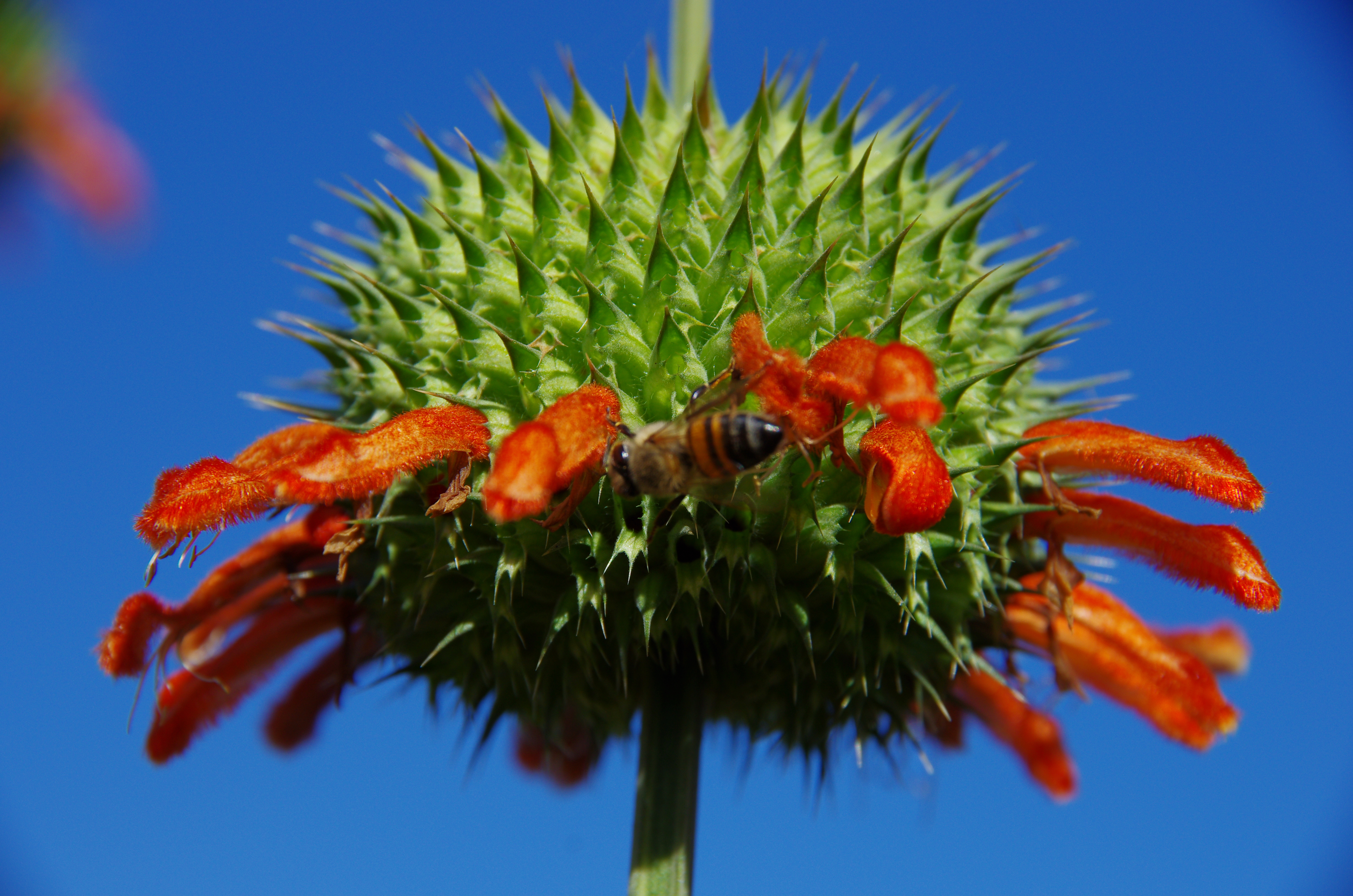
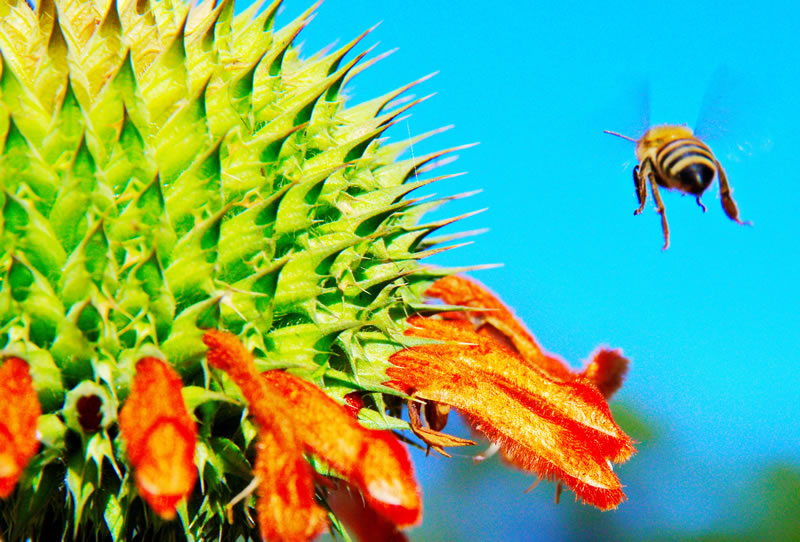
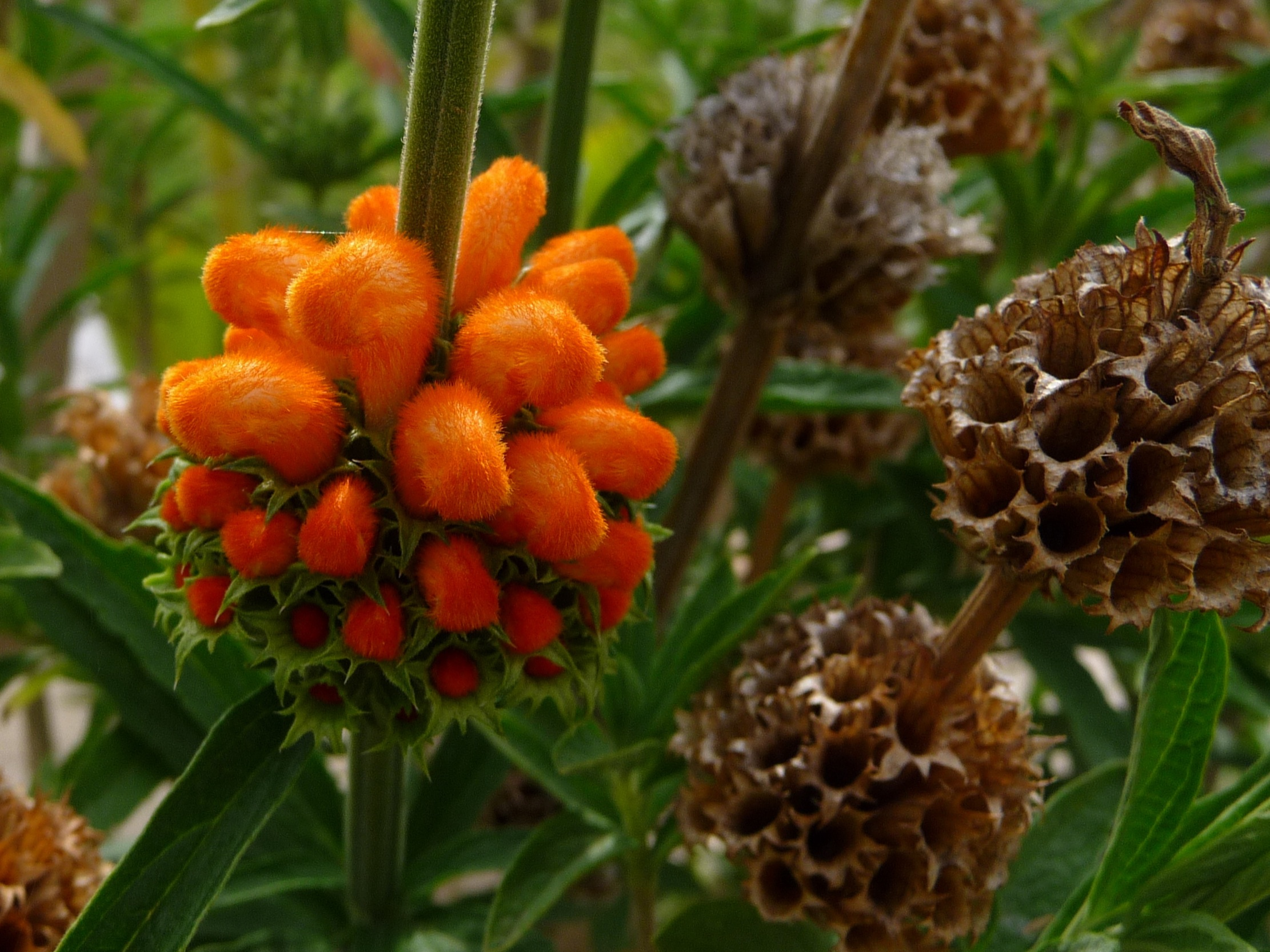
枯れたレオノチス